# Hayes (Hillingdon)
Pour les articles homonymes, voir Hayes.
Hayes est une ville du borough londonien de Hillingdon. C'est un site urbain situé à 21 km à l'ouest de Charing Cross.
Hayes s'est développé à la fin du XIXe siècle et pendant le XXe telle une zone industrielle à laquelle des quartiers résidentiels ont été ajoutés ensuite pour loger les ouvriers. Avant 1965, elle était dans le Middlesex et, avec le village proche de Harlington, formait un district du comté.

## Étymologie
Le nom de lieu Hayes provient de l'anglo-saxon Hǣs ou Hǣse : « (terres envahies par) les broussailles ».

## Histoire
Jusqu'à la fin du XIXe siècle, Hayes vivait surtout de son activité agricole et de la fabrication de briques. Toutefois, en raison de son emplacement sur le Grand Jonction Canal (appelé plus tard le Grand Union Canal) et la Great Western Railway, il présentait un certain nombre d'avantages comme site industriel à la fin du XIXe siècle. C'est à cause de cette proximité que la Hayes Development Company offrit des terrains sur le côté nord de la voie ferrée, adjacente au canal.
Le nom "Hayes Town" est maintenant souvent appliqué à la zone autour de la gare routière entre Coldharbour Lane et la gare de Hayes and Harlington, mais autrefois ce n'était autre qu'un hameau appelé Botwell. À l'origine, Hayes Town était la région à l'est de l'église paroissiale de Sainte-Marie (St Mary's Church) sur Church Road, du nord de Hemmen Lane à Freeman's Lane. Le nom de lieu Botwell est aussi anglo-saxon ; Bote pourrait signifier soit « guérison » ou le nom d'une personne (Bota), et Waelle désigner une source ou un puits, alors Botwell peut signifier soit "puits de guérison » ou « puits de Bota ".

## Une autre banlieue de Londres synonyme
Il ne faut pas confondre la ville de Hayes en Hillingdon avec une autre ville appelée Hayes dans le borough londonien de Bromley, historique dans le Kent. Son nom, aussi, signifie exactement le même, "les broussailles" (Hǣs en anglo-saxon). Elle était le lieu de décès de l'homme politique William Pitt, 1er comte de Chatham et le lieu de naissance de son fils, William Pitt le Jeune, homme politique et Premier ministre du Royaume-Uni de 1783 à 1801, et de 1804 à 1806.